# Microvalgus mucronatus
Microvalgus mucronatus är en skalbaggsart som beskrevs av Lea 1914. Microvalgus mucronatus ingår i släktet Microvalgus och familjen Cetoniidae. Inga underarter finns listade i Catalogue of Life.